# Übersicht der Listen der Naturdenkmale im Landkreis Bad Kreuznach
Die Übersicht der Listen der Naturdenkmale im Landkreis Bad Kreuznach nennt die Listen und die Anzahl der Naturdenkmale in den Städten und Gemeinden im rheinland-pfälzischen Landkreis Bad Kreuznach. Die Listen enthalten 76 im Landschaftsinformationssystem der Naturschutzverwaltung Rheinland-Pfalz verzeichnete Naturdenkmale.

## Bad Kreuznach
In der verbandsfreien Stadt Bad Kreuznach ist 1 Naturdenkmal verzeichnet.

## Verbandsgemeinde Bad Kreuznach
In den 13 verbandsangehörigen Gemeinden der Verbandsgemeinde Bad Kreuznach sind insgesamt 7 Naturdenkmale verzeichnet.
| Ort              | Naturdenkmalliste                             | Gesamtanzahl Naturdenkmale |
| ---------------- | --------------------------------------------- | -------------------------- |
| Altenbamberg     | Liste der Naturdenkmale in Altenbamberg       | 1                          |
| Feilbingert      | Liste der Naturdenkmale in Feilbingert        | 1                          |
| Frei-Laubersheim | Liste der Naturdenkmale in Frei-Laubersheim   | 2                          |
| Fürfeld          | Liste der Naturdenkmale in Fürfeld            | 2                          |
| Hallgarten       | Liste der Naturdenkmale in Hallgarten (Pfalz) | 1                          |

In Biebelsheim, Hackenheim, Hochstätten, Neu-Bamberg, Pfaffen-Schwabenheim, Pleitersheim, Tiefenthal und Volxheim sind keine Naturdenkmale verzeichnet.

## Verbandsgemeinde Kirner Land
In den 21 verbandsangehörigen Gemeinden der Verbandsgemeinde Kirner Land sind insgesamt 5 Naturdenkmale verzeichnet.
| Ort               | Naturdenkmalliste                             | Gesamtanzahl Naturdenkmale |
| ----------------- | --------------------------------------------- | -------------------------- |
| Hochstetten-Dhaun | Liste der Naturdenkmale in Hochstetten-Dhaun  | 1                          |
| Kirn              | Liste der Naturdenkmale in Kirn               | 1                          |
| Limbach           | Liste der Naturdenkmale in Limbach (bei Kirn) | 2                          |
| Simmertal         | Liste der Naturdenkmale in Simmertal          | 1                          |

In Bärenbach, Becherbach bei Kirn, Brauweiler, Bruschied, Hahnenbach, Heimweiler, Heinzenberg, Hennweiler, Horbach, Kellenbach, Königsau, Meckenbach, Oberhausen bei Kirn, Otzweiler, Schneppenbach, Schwarzerden und Weitersborn sind keine Naturdenkmale verzeichnet.

## Verbandsgemeinde Langenlonsheim-Stromberg
In den 17 verbandsangehörigen Gemeinden der Verbandsgemeinde Langenlonsheim-Stromberg sind insgesamt 11 Naturdenkmale verzeichnet.
| Ort            | Naturdenkmalliste                               | Gesamtanzahl Naturdenkmale |
| -------------- | ----------------------------------------------- | -------------------------- |
| Dörrebach      | Liste der Naturdenkmale in Dörrebach            | 2                          |
| Dorsheim       | Liste der Naturdenkmale in Dorsheim             | 1                          |
| Guldental      | Liste der Naturdenkmale in Guldental            | 1                          |
| Langenlonsheim | Liste der Naturdenkmale in Langenlonsheim       | 5                          |
| Stromberg      | Liste der Naturdenkmale in Stromberg (Hunsrück) | 1                          |
| Windesheim     | Liste der Naturdenkmale in Windesheim           | 1                          |

In Bretzenheim, Daxweiler, Eckenroth, Laubenheim, Roth, Rümmelsheim, Schöneberg, Schweppenhausen, Seibersbach, Waldlaubersheim und Warmsroth sind keine Naturdenkmale verzeichnet.

## Verbandsgemeinde Nahe-Glan
In den 34 verbandsangehörigen Gemeinden der Verbandsgemeinde Nahe-Glan sind insgesamt 31 Naturdenkmale verzeichnet.
| Ort               | Naturdenkmalliste                            | Gesamtanzahl Naturdenkmale |
| ----------------- | -------------------------------------------- | -------------------------- |
| Abtweiler         | Liste der Naturdenkmale in Abtweiler         | 1                          |
| Auen              | Liste der Naturdenkmale in Auen (Hunsrück)   | 1                          |
| Bad Sobernheim    | Liste der Naturdenkmale in Bad Sobernheim    | 9                          |
| Bärweiler         | Liste der Naturdenkmale in Bärweiler         | 3                          |
| Kirschroth        | Liste der Naturdenkmale in Kirschroth        | 2                          |
| Lauschied         | Liste der Naturdenkmale in Lauschied         | 1                          |
| Lettweiler        | Liste der Naturdenkmale in Lettweiler        | 1                          |
| Meddersheim       | Liste der Naturdenkmale in Meddersheim       | 3                          |
| Meisenheim        | Liste der Naturdenkmale in Meisenheim        | 1                          |
| Merxheim (Nahe)   | Liste der Naturdenkmale in Merxheim (Nahe)   | 2                          |
| Nußbaum           | Liste der Naturdenkmale in Nußbaum           | 1                          |
| Odernheim am Glan | Liste der Naturdenkmale in Odernheim am Glan | 3                          |
| Seesbach          | Liste der Naturdenkmale in Seesbach          | 1                          |
| Winterburg        | Liste der Naturdenkmale in Winterburg        | 2                          |

In Becherbach, Breitenheim, Callbach, Daubach, Desloch, Hundsbach, Ippenschied, Jeckenbach, Langenthal, Löllbach, Martinstein, Monzingen, Raumbach, Rehbach, Rehborn, Reiffelbach, Schmittweiler, Schweinschied, Staudernheim und Weiler bei Monzingen sind keine Naturdenkmale verzeichnet.

## Verbandsgemeinde Rüdesheim
In den 32 verbandsangehörigen Gemeinden der Verbandsgemeinde Rüdesheim sind insgesamt 21 Naturdenkmale verzeichnet.
| Ort            | Naturdenkmalliste                                        | Gesamtanzahl Naturdenkmale |
| -------------- | -------------------------------------------------------- | -------------------------- |
| Bockenau       | Liste der Naturdenkmale in Bockenau                      | 2                          |
| Braunweiler    | Liste der Naturdenkmale in Braunweiler                   | 1                          |
| Duchroth       | Liste der Naturdenkmale in Duchroth                      | 2                          |
| Gutenberg      | Liste der Naturdenkmale in Gutenberg (bei Bad Kreuznach) | 1                          |
| Norheim        | Liste der Naturdenkmale in Norheim                       | 1                          |
| Spabrücken     | Liste der Naturdenkmale in Spabrücken                    | 4                          |
| Spall          | Liste der Naturdenkmale in Spall                         | 3                          |
| Sponheim       | Liste der Naturdenkmale in Sponheim                      | 2                          |
| Waldböckelheim | Liste der Naturdenkmale in Waldböckelheim                | 1                          |
| Winterbach     | Liste der Naturdenkmale in Winterbach (Soonwald)         | 4                          |

In Allenfeld, Argenschwang, Boos, Burgsponheim, Dalberg, Gebroth, Hargesheim, Hergenfeld, Hüffelsheim, Mandel, Münchwald, Niederhausen, Oberhausen an der Nahe, Oberstreit, Roxheim, Rüdesheim, Sankt Katharinen, Schloßböckelheim, Sommerloch, Traisen, Wallhausen und Weinsheim sind keine Naturdenkmale verzeichnet.